# Michael Riffaterre
Michael Camille Riffaterre (Bourganeuf, 20 novembre 1924 – New York, 27 maggio 2006) è stato un linguista, filologo e semiologo francese naturalizzato statunitense.

## Biografia
Nato a Bourganeuf, nel Limosino, dove suo padre Camille (1879-1964) era sindaco (sarà anche parlamentare dal 1928 al 1940), cambiò poi il nome da Michel a Michael negli Stati Uniti d'America. Durante la scuola, in Francia, vinse il "concours général" dell'anno 1941, competizione per il migliore studente di francese. Ha poi studiato all'Université de Lyon. Dopo la seconda guerra mondiale, che vide la sua partecipazione alla Resistenza francese, entrò alla Sorbona, presso cui conseguì la laurea magistrale nel 1947. Fu poi alla Columbia University per il dottorato (1955), grazie a due Guggenheim Fellowship. Fu quindi insegnante di letteratura francese nella stessa università per tutta la carriera, dapprima istruttore nel 1953, assistente nel 1955, ordinario nel 1964, direttore di dipartimento dal 1974 al 1983, professore straordinario nel 1982 e poi emerito nel 2004.
Ha insegnato anche al Collège de France ed è stato insegnante ospite di diverse università americane e inglesi (tra cui le Johns Hopkins, Yale, Harvard, CUNY, e Università della Pennsylvania), diventando "fellow" dell'Università di Oxford. È stato membro fondatore dell'"American Society of Arts and Science", e della "Semiotic Society of America" di cui è stato presidente nel 1983. Fu inoltre direttore della "School of Theory and Criticism" del Dartmouth College e direttore della rivista "The Romanic Review" dal 1971 al 2000.
Ha ricevuto la laurea honoris causa dall'Université Blaise Pascal, di Clermont-Ferrand e di Parigi. Un omaggio a lui dedicato, con contributi di Julia Kristeva, Antoine Compagnon, Michel Beaujour, Françoise Meltzer e altri, è nel numero speciale di "The Romanic Review", 93, 1-2, 2002.
Dopo essere andato in pensione ebbe la diagnosi della malattia di Alzheimer: morì nel 2006 lasciando la moglie Hermine, il figlio Jason, una figlia, Lee, avuta da un precedente matrimonio, e due nipoti.

## Studi
Tra i concetti avanzati dalle teorie di Riffaterre c'è quello della "significanza", secondo il quale un testo letterario è intertestualità, ovvero organizza il senso sulla base della sintassi e della posizione delle parole al suo interno e all'esterno, tanto da poter giocare con le attese e le illusioni di chi legge, in modo euristico ed ermeneutico. Il testo poetico, in particolare, si genera per conversione ed espansione di altri testi.
Analizzando le poesie di Baudelaire, Éluard, Gautier, Desnons, Mallarmé, Hugo, Verlaine, Laforgue, Rimbaud, Apollinaire e altri, in Semiotica della poesia, Riffaterre individua la gerarchia di rappresentazioni sottesa all'esperienza del lettore che compie una trasformazione del testo, il quale è a sua volta il risultato di una matrice (ipotetica) attualizzata dal poeta tramite varianti, con il corollario d'una iperdeterminazione letteraria. Dunque, in poesia, due regole si applicano alla produzione di un testo: la conversione e l'espansione; e da parte del lettore la referenza ad altri testi (senza i quali non ne potrebbe percepire neanche la "poeticità").
Altri concetti usuali a Riffaterre sono "ipogramma", "cliché" (ovvero immagini o sequenze di parole collaudate, ma anche citazioni) che permettono il meccanismo dell'ironia e della parodia, e gli "interpretanti" (ovvero segni intermediari che mantengono le equivalenze stabilite dal testo fino alla sua interpretazione). Questi segni-guida somigliano a sillepsi, in quanto risultano pertinenti a due codici, quello che convoglia il significato mimetico e quello che veicola la significanza poetica. Laddove il lettore dovesse percepire incompatibilità, risolve con attribuire alla "letterarietà" la sua difficoltà e rinuncia alla referenza per seguire l'immagine poetica lungo la catena verbale. In questo modo quello che sembrava un bisticcio diventa nella testa del lettore "le mot juste mis en sa place" (la parola giusta al posto giusto).
Riffaterre analizza anche il rapporto tra titolo e testo (la conformità o meno del primo al secondo, poiché funziona anch'esso da interpretante), tra genere e testo, poiché sono i "lettori che producono l'evento letterario", al limite presupponendo che dietro la parola sbagliata o la rappresentazione inadeguata rispetto al genere ci sia, per una sorta di "trionfo dell'autosufficienza verbale" l'evocazione di quella "giusta". La significanza che scaturisce dall'intertestualità è sempre un significato, anche quando non necessariamente porta contenuto. Per questo sono possibili i fenomeni dello humour (definito una "catacresi interrotta") e del nonsense (giocare con le parole, rivelare tramite il testo che la letteratura è un fenomeno linguistico in cui la forma è più importante del contenuto). In questo senso, Riffaterre dice anche che "lo humour è il non motivato a livello del testo, e perciò il motivato a livello dell'intertesto", ovvero più che inappropriatezza, un'appropriatezza differita. Ciò suggerisce che lo humour non è nient'altro che un caso speciale di linguaggio poetico e che il linguaggio poetico è un caso speciale di metalinguaggio. La poesia, infatti "veicola significato solo per referenza da testo a testo", facendo appello alla "competenza linguistica" del lettore, esplorando i luoghi comuni della lingua, riconoscendo forme e simboli canonici attraverso una trasmissione sottoposta a scrambling intertestuale.

## Opere
- Le Style des Pléiades de Gobineau. Essai d'application d'une methode stylistique, Columbia University Press, 1957
- Essais de stylistique structurale, Flammarion, 1970
- Le poème comme représentation, in "Poétique", 4, 1971, pp. 401–18
- Paragram and Signifiance, in "Semiotext(e)", 1.2, 1974, pp. 72–87
- The Referential Fallacy, in "Columbia Review", 57, 1978, pp. 21–35
- Semiotics of Poetry, Indiana University Press, 1978; trad. it. di Giorgio Zanetti, Semiotica della poesia, introduzione di Arnaldo Pizzorusso, Bologna, Il Mulino, 1983 ISBN 88-15-00031-3
- La production du texte, Éditions du Seuil, 1979; trad. it. di Giorgio Zanetti, La produzione del testo, Bologna, Il Mulino, 1989 ISBN 88-15-02060-8
- L'intertextualité, intertexte, autotexte, intratexte, 1980 (con Hans-George Ruprecht e altri)
- The Making of the Text, in Mario J. Valdes e Owen Miller (a cura di), Identity of the Literary Text, University of Toronto Press, 1985, pp. 54–70
- Fictional Truth, Johns Hopkins University Press, 1990